# Erik Ortvad
Erik Ortvad, (Copenhague, 18 de junio de 1917 - Kvänjarp, 29 de febrero de 2008) fue un pintor danés. 
Ortvad empezó como pintor en 1935 y está conocido por sus pinturas surrealistas y ricas en colores además de sus muchos dibujos satíricos representando la vida moderna. Hizo estos dibujos bajo el pseudónimo ’'Enrico.
Las obras de Ortvad pueden verse en Museo de Arte Moderno de Nueva York y en El Museo Nacional de Arte de Dinamarca en Copenhague.
Durante Segunda Guerra Mundial Ortvad escapó a Suecia a causa de sus simpatías comunistas y los antecedentes judíos de su mujer. En 1962 volvió a Suecia y se estableció en Kvänjarp fuera de Ljungby en Småland, donde vivió el resto de su vida.
- Datos: Q1893994